# Helmut Tobollik
Helmut Wilhelm Tobollik (ur. 2 stycznia 1933 w Bytomiu, zm. 9 listopada 2018 w Schwalbach am Taunus) – polski piłkarz, grający na pozycji środkowego napastnika.

## Przebieg kariery
Wychowanek Rozbarku Bytom, gdzie grał w zespole juniorskim w latach 1949–1950, a następnie w seniorskim. W 1953 przeniósł się do Stali Mielec, gdzie występował przez dziewięć lat. W mieleckiej drużynie rozegrał w I lidze 31 meczów i zdobył 10 bramek, w II lidze 111 meczów i 58 bramek, a w Pucharze Polski 1 mecz i 1 bramkę (nieznany bilans występów na trzecim poziomie).
W historii Stali zapisał się jako strzelec pierwszej w historii klubu bramki w II lidze (18 marca 1956, Stal Mielec – Wawel Kraków 1:2) – pierwszej bramki w I lidze (19 marca 1961, Stal Mielec – ŁKS Łódź 1:1) oraz trzech bramek w barażowym meczu o awans do II ligi (20 listopada 1955, Stal Mielec – Bzura Chodaków 3:1).
W latach 60. był grającym trenerem Włókniarza Skopanie. Później trenował jeszcze trampkarzy Stali (1968–71).

## Życie prywatne
Z wykształcenia był technikiem mechanikiem. Został odznaczony Srebrnym Krzyżem Zasługi. Jego syn Cezary Tobollik również był piłkarzem.
W styczniu 1983 Tobollik, wraz z żoną Stefanią, otrzymał oficjalną zgodę na emigrację do Niemiec, gdzie mieszkał do śmierci. Zmarł 9 listopada 2018 w wieku 85 lat. Pochowano go w Bydgoszczy.